# Cykeludstyr og -tilbehør
Cykeludstyr og tilbehør dækker en lang række genstande og hjælpemidler, som vedrører en cykels indretning eller er beregnet for cyklisten, når han benytter cyklen.

## Transport
- Bagagebærer
- Cykeltaske (monteret bag, for, saddel, styr)
- Cykelanhænger (til varer, til børn) (se udstyrsbekendtgørelsen)
- Barnesæde (særlige godkendelsesstandarder findes) (montering foran/bagpå)
- Cykelkurv (foran, sammenklappelig bagpå)

## Tøj
- Cykelbukser (med skind til bagdelen)
- Cykelhandsker (med halve fingre, så det stadig er muligt at betjene bremser og gear)
- Regntøj (åndbart, længere på ryggen til foroverbøjet stilling)
- Cykelsko (med stiv sål og låsemekanisme til pedaler)
- Cykelklemmer

## Sikkerhed
- Cykelhjelm (særlige godkendelsesstandarder findes)
- Cykellygter (batteridrevet, dynamodrevet, navdrevet)(blinkende/ikke blinkende)
- Cykelspejl (monteret på styr eller brille)
- Cyklistvimpel (til at skabe afstand til overhalende biler)
- Cykelklokke (Horn ikke tilladt) (se også udstyrsbekendtgørelsen)
- Reflekser (se også udstyrsbekendtgørelsen) (særlige godkendelsesstandarder findes)

## Øvrigt udstyr
- Cykelpumpe
- Cykellås (fastmonteret eller løs) (særlige godkendelsesstandarder findes)
- Cykelcomputer/speedometer
- Kortholder
- Kædeskærm
- Frakkeskåner
- Pigdæk (til vinterkørsel)
- Sadelovertræk
- Støttefod
- Støttehjul
- Lappegrej